# Rothenburgerbrücke
Die Rothenburgerbrücke ist eine historische gedeckte Holzbrücke über den Rotbach im Schweizer Kanton Luzern. Die Brücke liegt auf dem Gebiet der Gemeinden Rothenburg (linke Flussseite) und Emmen (rechte Flussseite).

## Konstruktion
Die Brücke besitzt ein Hängewerk auf zwei hohen, nach oben verjüngten Steinpfeilern. Die beiden ungedeckten Widerlager sind mit steinernen Brüstungen versehen. Das Sparrendach ist mit Ziegeln bedeckt und leicht abgewalmt. Die Fahrbahn liegt ungefähr auf halber Höhe des Tales.
Den Auftrag zum Neubau erhielt Zimmerwerkmeister Johann Bossard aus Buttisholz, Bauherr war Ludwig Cysat.
Die Brücke wurde 1973 und 1999 renoviert.

## Erhaltenswertes Objekt
Die Brücke steht unter Denkmalschutz (Kulturgut von nationaler Bedeutung) und gilt als Wahrzeichen von Rothenburg.
Kraftvoll geschnitzte Streben an den Eingangsseiten; entlang den Längsseiten sonst unübliches Klebedach zwischen Brüstung und Dach.

## Nutzung
Bis Mitte des 18. Jahrhunderts gehörte die Rothenburger Brücke, 1418 erstmals erwähnt, zum Kernstück des Luzerner Strassenverkehrs als damalige Nord-Süd-Verkehrsroute.
Eine das Rotbachtobel überspannende neue Steinbogenbrücke, erstellt 1911/12, übernahm den Hauptverkehr. Sie wurde 1975 gesprengt und durch die heutige Spannbetonbrücke ersetzt.
Heute dient die gedeckte Holzbrücke Fussgängern und kann für private Veranstaltungen gemietet werden.

## Bilder

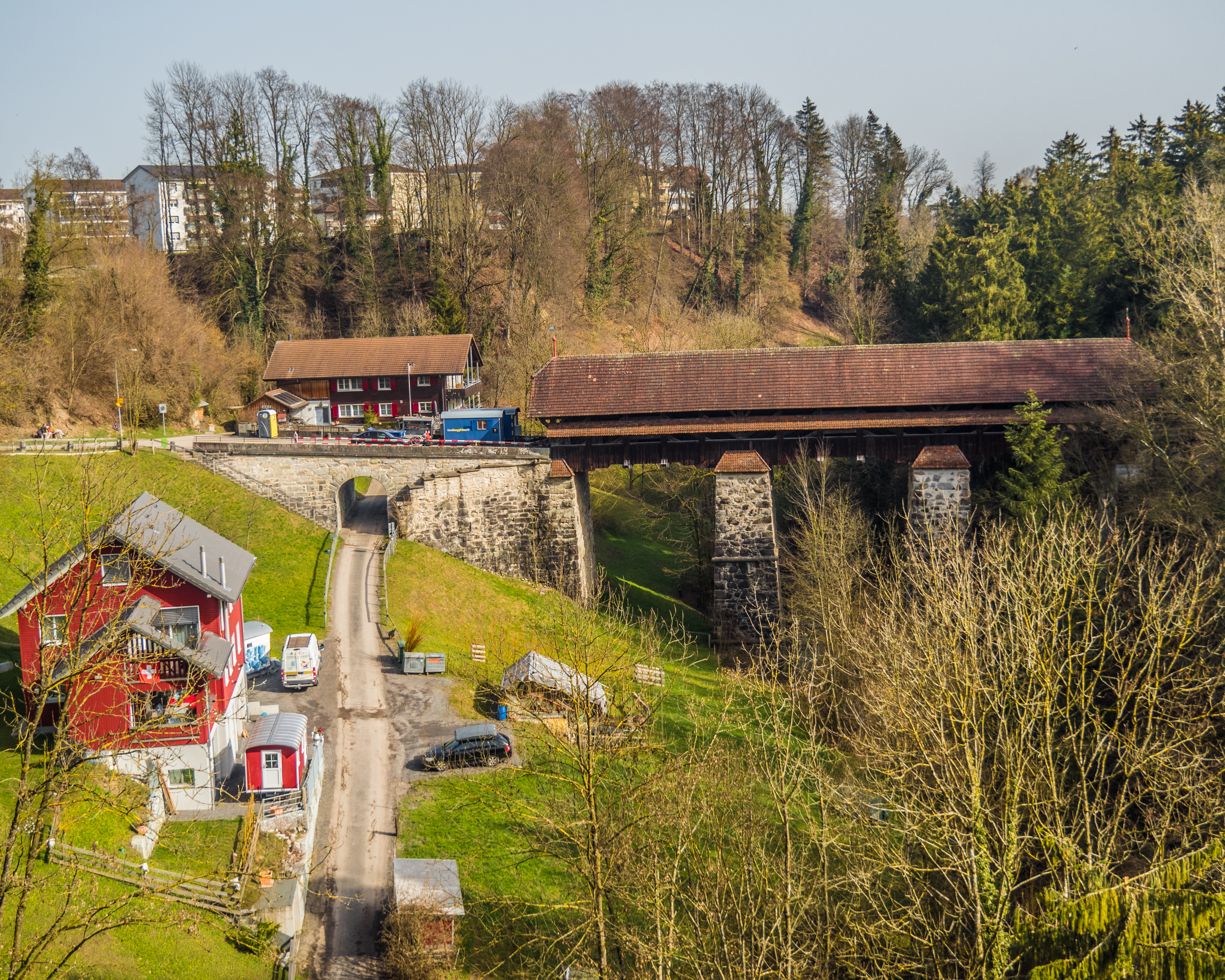
Südost Ansicht von der Spannbetonbrücke
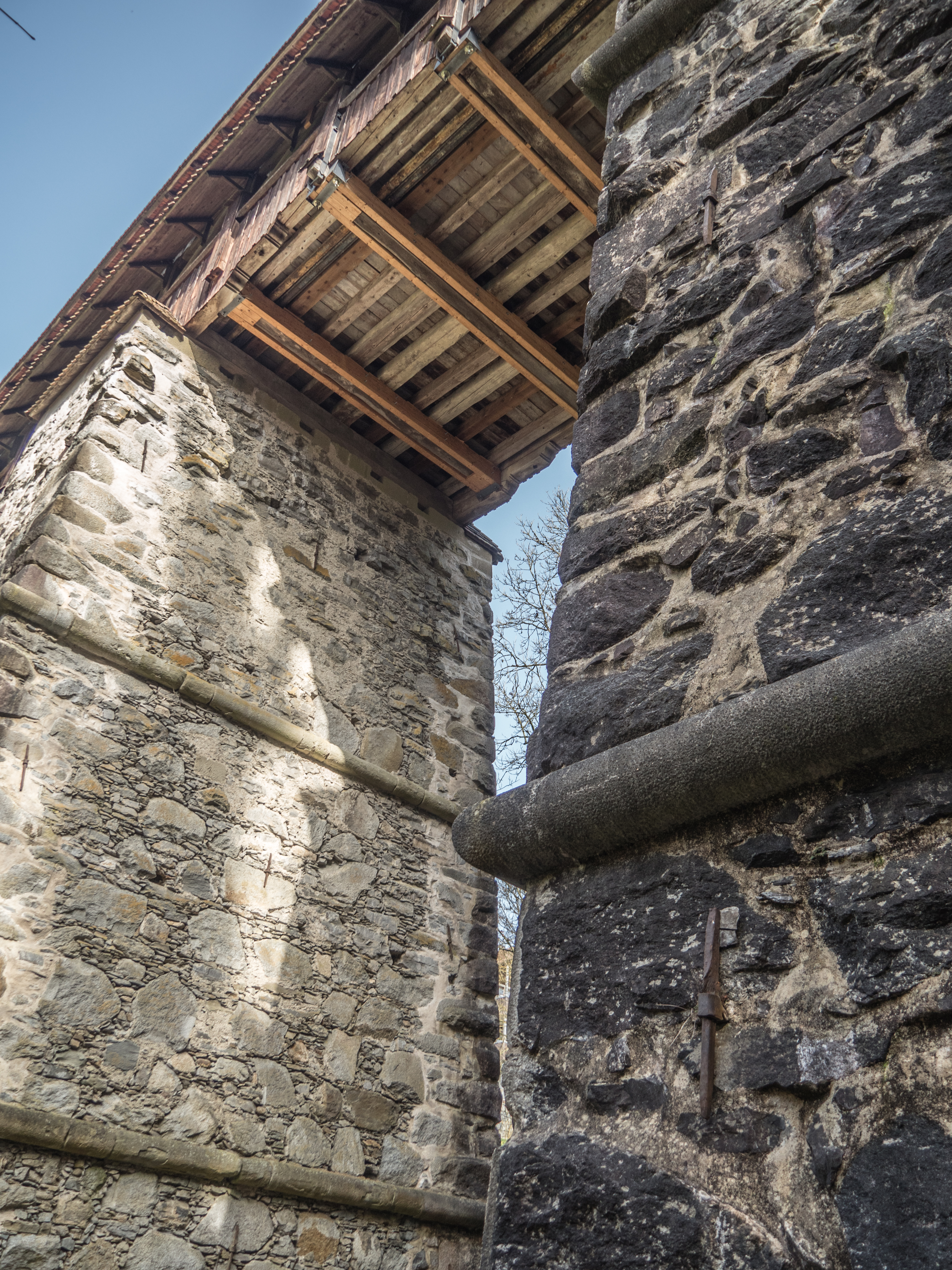
Steinpfeiler
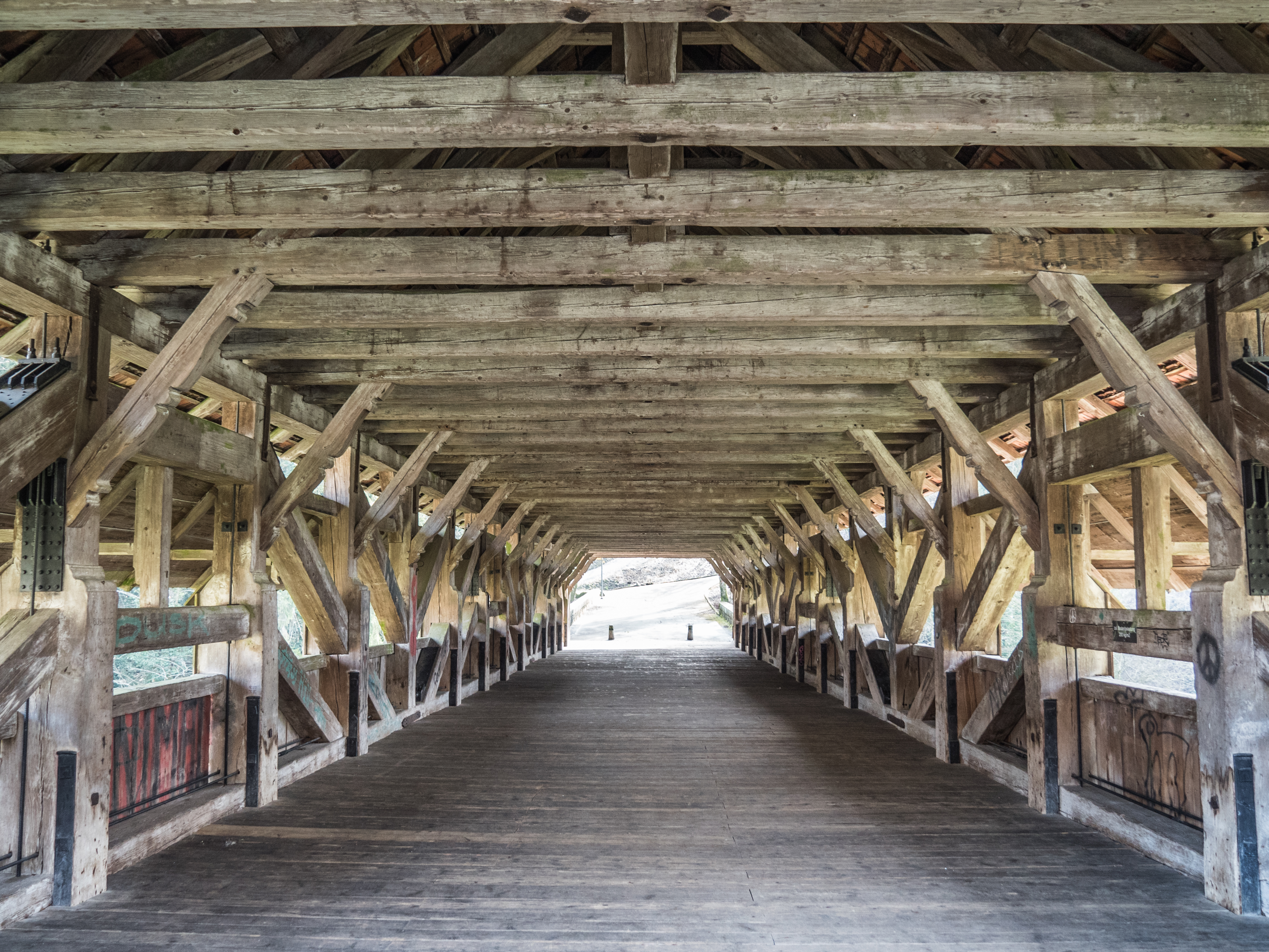
Innenansicht
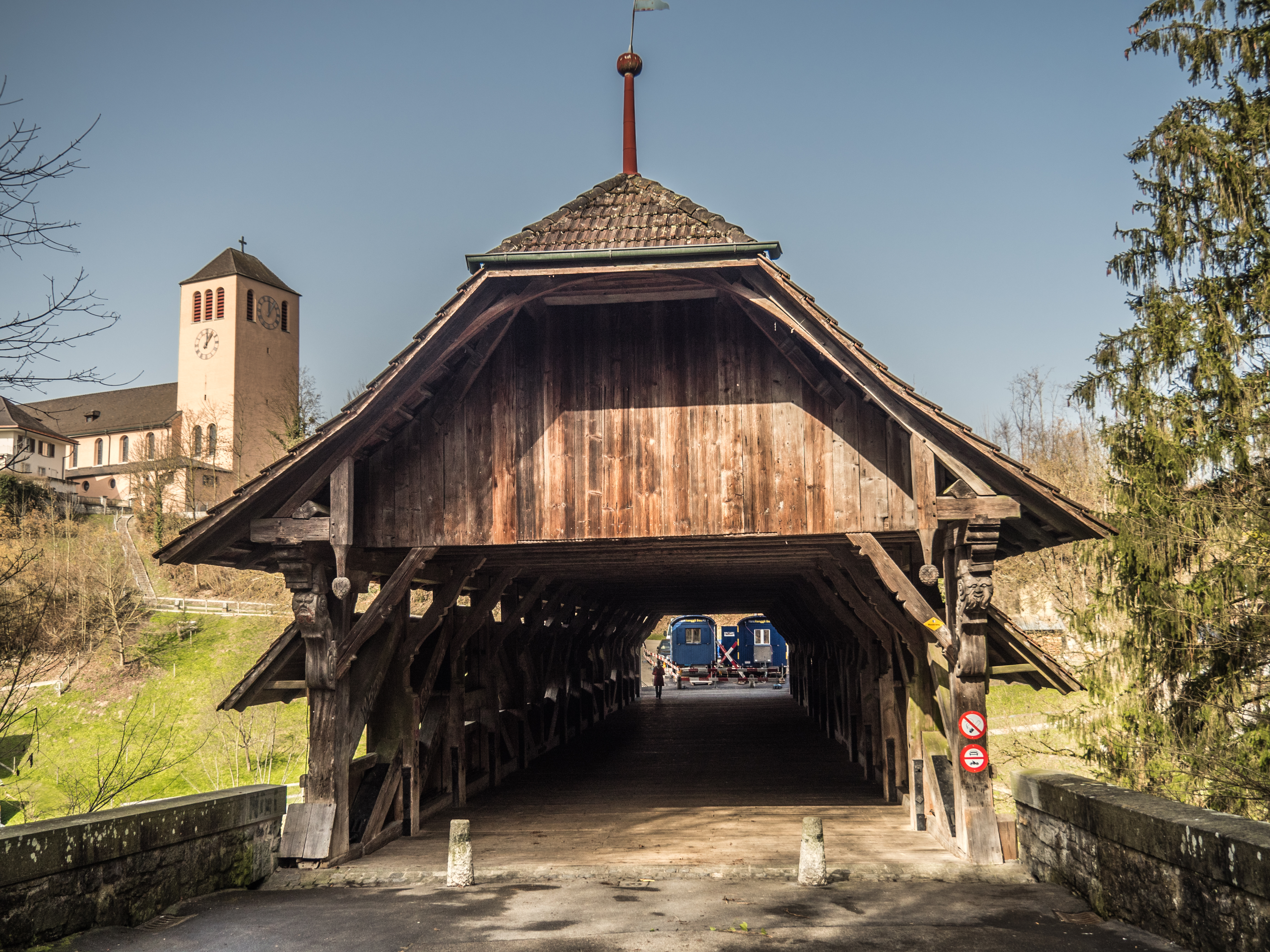
Nordportal
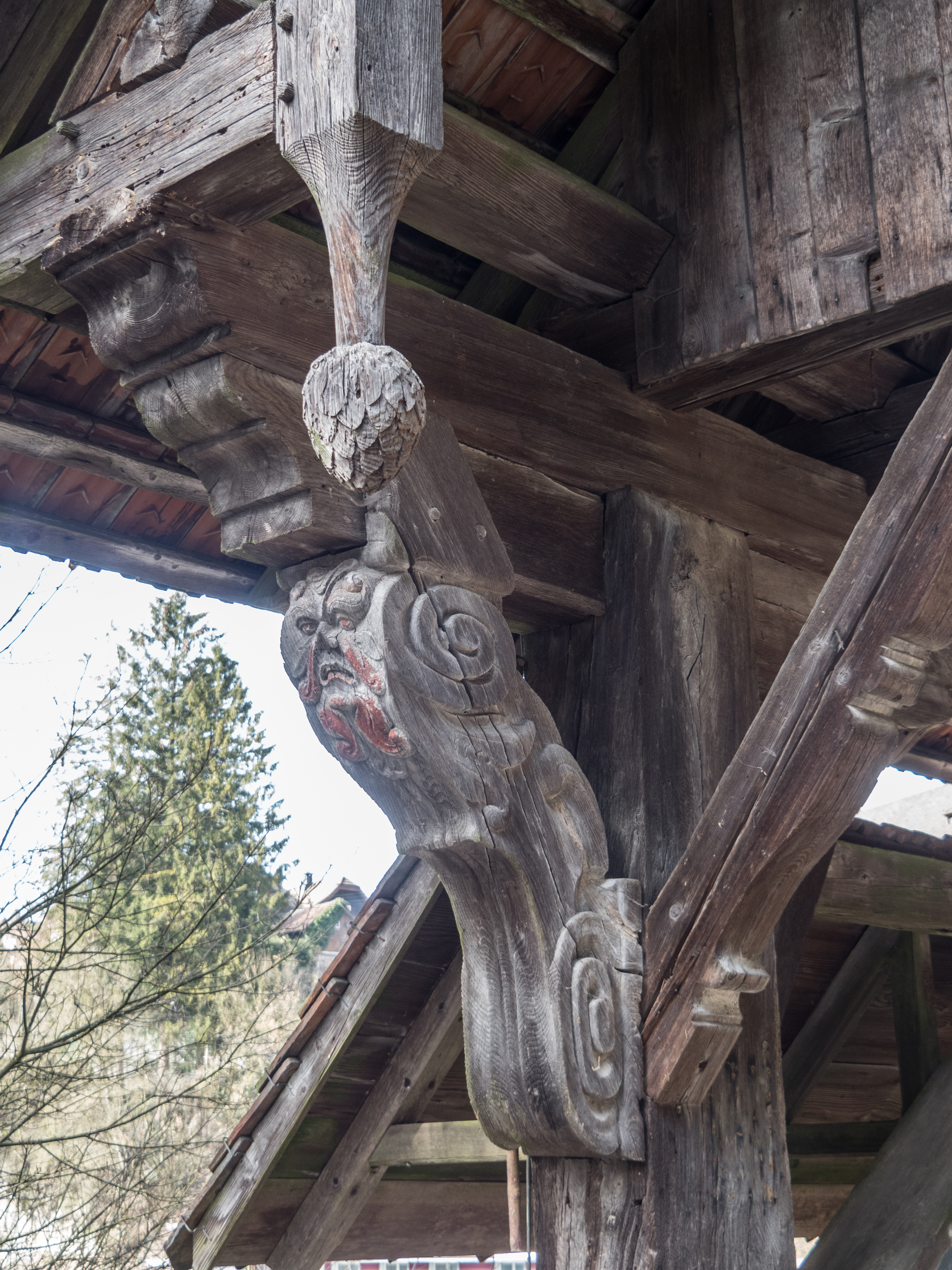
Geschnitzte Holzverzierungen